# Alice Buysse
Alice Buysse (Nevele, 8 juni 1868 - Gent, 25 januari 1963) was een Belgisch ondernemer, dierenrechtenactiviste, auteur en politica voor de Liberale Partij.

## Levensloop
Na het overlijden van vader Louis Buysse in 1901 trad Alice Buysse uit de schaduw van haar twee oudere broers, schrijver Cyriel Buysse en liberaal politicus Arthur Buysse. Ze nam de leiding van de cichoreifabriek Buysse-Loveling over. Na de Eerste Wereldoorlog, waarin ze een belangrijke plaats innam in de Gentse liefdadigheidsorganisaties, rolde ze de politiek in. In 1921 was ze betrokken bij de oprichting van de Nationale Federatie van Liberale Vrouwen.
Op verzoek van Emile Braun aanvaardde ze een plaats op de liberale kieslijst voor de Gentse gemeenteraadsverkiezingen van 1926. Ze behaalde een individuele score die enkel door burgemeester Alfred Vander Stegen werd overtroffen en legde op 3 januari 1927 de eed af als eerste vrouwelijk liberaal gemeenteraadslid. In 1932 en 1938 werd ze met vergelijkbare cijfers herkozen. Ze verstevigde de positie van de vrouw binnen de Liberale Associatie en concentreerde zich vooral op de thema's liefdadigheid en sociale zaken. Bij het uitbreken van de Tweede Wereldoorlog trok ze zich terug uit de politiek.
Daarnaast vond ook de dierenbescherming in haar een patrones. In 1897 was ze medeoprichtster van de Gentse Maatschappij voor Dierenbescherming en ze leidde deze organisatie tot haar dood. In die functie opende ze een dierenasiel in het Citadelpark in 1956, en schreef ze een dertigtal moraliserende kortverhalen.
Alice Buysse overleed te Gent op 25 januari 1963 en werd na een burgerlijke plechtigheid bijgezet in de familiekelder op het Campo Santo. Ze was gehuwd met Edmond De Keyser, maar bleef kinderloos.